# Antonio De Paola
Antonio De Paola (né le 7 janvier 1988 à Gaeta) est un joueur italien de volley-ball. Il mesure 1,92 m et joue réceptionneur-attaquant.

## Clubs
| Club                  | De        | À         |
| --------------------- | --------- | --------- |
| Trentino Volley       | 2005-2006 | 2006-2007 |
| Igo Gênes Volley      | 2007-2008 | 2007-2008 |
| Trentino Volley       | 2008-2009 | 2008-2009 |
| Volley Cavriago       | 2009-2010 | 2009-2010 |
| Fenice Volley Isernia | 2010-2011 | 2010-2011 |
| Club Italia Rome      | 2011-2012 | 2011-2012 |
| Pallavolo Atripalda   | 2012-2013 | 2012-2013 |
| Trentino Volley       | 2013-2014 | ...       |

## Palmarès
- Ligue des champions (1)
  - Vainqueur : 2009
- Championnat d'Italie
  - Finaliste : 2009
- Supercoupe d'Italie (1)
  - Vainqueur : 2013
  - Finaliste : 2008